# Damernas puckelpist i freestyle vid olympiska vinterspelen 2006
Damernas puckelpist i freestyle vid olympiska vinterspelen 2006 vid de olympiska vinterspelen 2006 avgjordes den 11 februari.

## Medaljörer
| Spel       | Guld                | Silver          | Brons               |
| Puckelpist | Jennifer Heil (CAN) | Kari Traa (NOR) | Sandra Laoura (FRA) |

## Resultat

### Kval
| Placering | Namn                         | Land       | Poäng | Noteringar |
| --------- | ---------------------------- | ---------- | ----- | ---------- |
| 1         | Jennifer Heil                | Kanada     | 26,67 | Q          |
| 2         | Sandra Laoura                | Frankrike  | 25,45 | Q          |
| 3         | Sara Kjellin                 | Sverige    | 24,85 | Q          |
| 4         | Michelle Roark               | USA        | 24,45 | Q          |
| 5         | Aiko Uemura                  | Japan      | 24,20 | Q          |
| 6         | Margarita Marbler            | Österrike  | 24,15 | Q          |
| 7         | Kari Traa                    | Norge      | 24,06 | Q          |
| 8         | Kristi Richards              | Kanada     | 23,76 | Q          |
| 9         | Tae Satoya                   | Japan      | 23,63 | Q          |
| 10        | Daria Serova                 | Ryssland   | 23,49 | Q          |
| 11        | Nikola Sudová                | Tjeckien   | 23,31 | Q          |
| 12        | Audrey Robichaud             | Kanada     | 22,73 | Q          |
| 13        | Deborah Scanzio              | Italien    | 22,72 | Q          |
| 14        | Ingrid Berntsen              | Norge      | 22,45 | Q          |
| 15        | Miki Ito                     | Japan      | 22,34 | Q          |
| 16        | Manuela Berchtold            | Australien | 22,19 | Q          |
| 17        | Stephanie St, Pierre         | Kanada     | 22,15 | Q          |
| 18        | Shannon Bahrke               | USA        | 22,07 | Q          |
| 19        | Marina Tjerkasova            | Ryssland   | 21,82 | Q          |
| 20        | Jillian Vogtli               | USA        | 21,79 | Q          |
| 21        | Ljudmila Dymtjenko           | Ryssland   | 21,42 |            |
| 22        | Hannah Kearney               | USA        | 20,80 |            |
| 23        | Mariangela Fabia Parravicini | Italien    | 19,62 |            |
| 24        | Nina Bednarik                | Slovenien  | 19,54 |            |
| 25        | Darya Rybalova               | Kazakstan  | 18,70 |            |
| 26        | Sarka Sudova                 | Tjeckien   | 18,64 |            |
| 27        | Miyuki Hatanaka              | Japan      | 18,61 |            |
| 28        | Julija Rodonova              | Kazakstan  | 16,76 |            |
| 29        | Nuria Montane                | Spanien    | 11,76 |            |
| 30        | Yoon Chae-rin                | Sydkorea   | 7,07  |            |

### Final
| Placering | Åkare                      | Poäng |
| --------- | -------------------------- | ----- |
|           | Jennifer Heil (CAN)        | 26,50 |
|           | Kari Traa (NOR)            | 25,65 |
|           | Sandra Laoura (FRA)        | 25,37 |
| 4         | Sara Kjellin (SWE)         | 24,74 |
| 5         | Aiko Uemura (JPN)          | 24,01 |
| 6         | Nikola Sudová (CZE)        | 23,58 |
| 7         | Kristi Richards (CAN)      | 23,30 |
| 8         | Audrey Robichaud (CAN)     | 23,10 |
| 9         | Deborah Scanzio (ITA)      | 23,00 |
| 10        | Shannon Bahrke (USA)       | 22,82 |
| 11        | Jillian Vogtli (USA)       | 22,72 |
| 12        | Stephanie St, Pierre (CAN) | 22,52 |
| 13        | Daria Serova (RUS)         | 22,44 |
| 14        | Manuela Berchtold (AUS)    | 22,21 |
| 15        | Tae Satoya (JPN)           | 22,12 |
| 16        | Marina Tjerkasova (RUS)    | 22,05 |
| 17        | Margarita Marbler (AUT)    | 20,79 |
| 18        | Michelle Roark (USA)       | 20,04 |
| 19        | Ingrid Berntsen (NOR)      | 19,84 |
| 20        | Miki Ito (JPN)             | 17,78 |